# Якубов, Февзи Якубович
Февзи́ Яку́бович Яку́бов (крымскотат. Fevzi Yaqub oğlu Yaqubov, Февзи Якъуб огълу Якъубов; укр. Февзі Якубович Якубов; 10 ноября 1937, Ак-Мечетский район, Крымская АССР — 23 августа 2019, Крым) — доктор технических наук, профессор, ректор Крымского государственного инженерно-педагогического университета (1993—2016). Герой Украины (2004). Почётный гражданин Республики Крым (2018).

## Биография

### Происхождение
Родился 10 ноября 1937 года в Ак-Мечетском районе Крымской АССР. Крымский татарин.
Окончил Ташкентский политехнический институт, механический факультет (1956—1961), инженер-механик, «Технология машиностроения».
В 1966 году защитил кандидатскую диссертацию. Докторская диссертация «Пути повышения стойкости металлорежущих инструментов на основе анализа термодинамики контактных процессов». Доктор технических наук (1984), профессор (1985). Действительный член Крымской Академии Наук (1994).

### Деятельность
- Ташкентский политехнический институт:
  - 1961−1963 — преподаватель,
  - 1963−1966 — аспирант,
  - 1966−1969 — старший преподаватель,
  - 1969−1975 — доцент, секретарь партийного комитета ВУЗа,
  - 1985 — профессор,
  - 1975−1993 — заведующий кафедры технологии машиностроения.

С 1993 года — ректор Крымского государственного инженерно-педагогического университета. В январе 2016 года призвал крымскотатарскую молодёжь не принимать участие в проукраинских организациях.
Во время выборов президента Украины в 1999 году являлся доверенным лицом Леонида Кучмы. На президентских выборах 2004 года был доверенным лицом Виктора Януковича.
В ноябре 2016 года покинул свой пост. После, Февзи Якубов стал президентов университета, а ректором КИПУ, его сын — Чингиз Якубов.
В 2018 году доверенное лицо кандидата в Президенты Российской Федерации Владимира Путина.
23 августа 2019 года скончался на 82-м году жизни после продолжительной болезни.

## Семья
- Отец — Якуб Куртбебие (1897—1953).
- Мать — Мелек Якубова (1908—1971).
- Жена — Зение (род. 1938).
- Дети — дочь Эльвина (род. 1964) и сын Чингиз (род. 1972).

## Награды и звания
- Герой Украины (с вручением ордена Державы, 4 октября 2004 — за выдающиеся личные заслуги перед Украинским государством в развитии национального образования, подготовку высококвалифицированных специалистов, многолетнюю плодотворную педагогическую и научную деятельность).
- Лауреат Национальной премии Украины им. Т. Шевченко (2005)
- Почётная Грамота Президиума Верховного Совета Узбекской ССР (1956, 1970, 1979)
- Почётная Грамота Верхoвной рады Украины (2003)
- Заслуженный деятель науки Узбекской ССР (1989)
- Заслуженный работник образования Украины (1997)
- Премия Автономной Республики Крым за 2008 год[11]
- Медаль Гаспринского (2017)[12]
- Орден Республики Крым «За верность долгу» (2017)[13]
- Почётный гражданин Республики Крым (2018)